# Bittersweet Life
Bittersweet Life (korean. 달콤한 인생, RR Dalkomhan Insaeng) ist ein südkoreanischer Spielfilm aus dem Jahr 2005. Regisseur und Drehbuchautor war Kim Jee-woon. Lee Byung-hun spielte die Hauptrolle in dem Actiondrama.

## Handlung
Kim Sun-woo ist absolut loyal zu seinem Gangsterboss Mr. Kang. Gefühlskalt und professionell erledigt Sun-woo die Aufgaben seines Bosses, bis er den Auftrag bekommt, auf die junge Geliebte seines Chefs, Hee-soo, aufzupassen. Mr. Kang vermutet, dass diese ihn betrügt und im Falle, dass er Recht hat, soll Sun-Woo ihn sofort benachrichtigen oder die Angelegenheit selbst klären.
Tatsächlich betrügt Hee-soo den skrupellosen Gangsterboss, doch statt Bericht zu erstatten, sagt Sun-woo, dass Hee-soo und ihr geheimer Liebhaber sich nie wieder sehen dürfen, dann sage er es auch nicht Mr. Kang. Dieser erfährt jedoch von dem „Verrat“ seines Dieners und lässt diesen fast zu Tode foltern. In letzter Sekunde kann Sun-woo jedoch entkommen und sinnt auf Rache.
Um sich Waffen zu beschaffen, bringt er einen Waffenhändler um. Auf brutalem Wege schlägt er sich bis zu Mr. Kang durch und erschießt diesen, nachdem dieser ihm nicht die Frage beantwortet, warum Sun-woo nach sieben Jahren treuen Dienst so schlecht behandelt wurde.
Infolge einer blutigen Schießerei mit Handlangern und Partnern Mr. Kangs stirbt Sun-woo an seinen Schussverletzungen. Im Sterben erinnert er sich an ein Cello-Spiel von Hee-soo, dem er einmal zuhören durfte. Der Bruder des Waffenhändlers erschießt ihn zuletzt, zuvor tötete er noch die beiden letzten überlebenden Handlanger.
Schließlich endet der Film mit der Fortsetzung einer früheren Szene des Films: Sun-woo steht alleine vor einem Fenster und boxt gegen sein eigenes Spiegelbild.

## Auszeichnungen
8. Festival du film asiatique de Deauville 2006
- LOTUS ACTION ASIA – Grand Prix Action Asia, Action Asia Prize

Fant-Asia Film Festival 2006
- Silver Prize: Bester Asiatischer Film
- Bestes Bild – Kim Ji-yong

Sitges Festival Internacional de Cinema Fantàstic de Catalunya 2006
- Bester Original Soundtrack – Dalparan und Jang Young-gyu
- Nominiert – Bester Film

42. Paeksang Arts Awards 2006
- Bester Darsteller – Lee Byung-hun

26. Blue Dragon Film Awards 2005
- Beste Kamera – Kim Ji-yong
- Nominiert – Beste Regie – Kim Jee-woon
- Nominiert – Bester Hauptdarsteller – Lee Byung-hun
- Nominiert – Bester Nebendarsteller – Hwang Jung-min
- Nominiert – Beste Musik – Dalparan and Jang Young-gyu
- Nominiert – Bester Artdirector – Ryu Sung-hee
- Nominiert – Beste Beleuchtung – Shin Sang-ryeol

25th Korean Association of Film Critics Awards 2005
- Top 10 Films
- Bester Darsteller – Lee Byung-hun
- Beste Musik – Dalparan, Jang Young-gyu

13. Chunsa Film Art Awards 2005
- Bester Darsteller – Lee Byung-hun

42. Daejong-Filmpreis 2005
- Bester Nebendarsteller – Hwang Jung-min
- Nominiert – Bester Darsteller – Lee Byung-hun
- Nominiert – Bester Film
- Nominiert – Beste Regie – Kim Jee-woon
- Nominiert – Beste Kameraführung – Kim Ji-yong
- Nominiert – Bester Artdirector – Ryu Sung-hee
- Nominiert – Bester Schnitt – Choi Jae-geun
- Nominiert – Beste Musik – Jang Young-gyu
- Nominiert – Bester Sound

2005: 4. Koreanischer Filmpreis 2005
- Bester Nebendarsteller – Hwang Jung-min